# Гарлэнд Мосли
Гарлэнд Мосли (англ. Garland Mosley, 1 сентября 1977, Норфолк, Виргиния, США), более известный под сценическим псевдонимом Sebastian — американский рэпер и автор песен. Младший брат влиятельного американского исполнителя хип-хопа и продюсера Тимбалэнда.

## Биография
Младший брат хип-хоп-продюсера Тимбалэнда, Sebastian первый текст написал для песни брата «We at it again», саундтрека к фильму «Ромео должен умереть» (2000), в котором он снялся в небольшой роли. На протяжении нескольких следующих лет Себастьян продолжал работать с Тимбалэндом. В 2006 году Тимбалэнд основал Mosley Music Group, Себастьян сразу подписал контракт с лейблом. Sebastian участвовал в записи альбома Тимбалэнда «Shock Value». В 2007 году выступал на MTV Russia Music Awards. С популярным российским исполнителем Димой Биланом Sebastian исполнил песню «Number one fan».

## Совместные треки

### 2000 год
- «Try again (Timbaland remix)» (Aaliyah совместно с Sin и Sebastian)
- «We at it again» (Timbaland совместно с Magoo и Sebastian)

### 2001 год
- «Open wide» (Bubba Sparxxx совместно с Sebastian)
- «All y’all» (Timbaland совместно с Magoo, Tweet и Sebastian)
- «It’s your night» (Timbaland совместно с Magoo, Sin и Sebastian)
- «People like myself» (Timbaland совместно с Magoo, Static и Sebastian)
- «Serious» (Timbaland совместно с Magoo, Petey Pablo и Sebastian)
- «Roll out» (Timbaland совместно с Magoo, Petey Pablo и Sebastian)
- «Beat club» (Timbaland совместно с Magoo, Sin и Sebastian)
- «Drama» (Timbaland совместно с Magoo и Sebastian)

### 2003 год
- «Special» (Sebastian совместно с Bubba Sparxxx)
- «Indian Flute» (Timbaland совместно с Magoo и Raje Shwari & Sebastian)
- «Naughty Eye» (Timbaland совместно с Magoo, Raje Shwari и Sebastian)
- «Go Head & Do Your Thang» (Timbaland совместно с Magoo и Sebastian)

### 2004 год
- «Phenomenon» (Sebastian совместно с Timbaland и Rajé Shwari)
- «Hungry» (Sebastian совместно с Timbaland, Ms. Jade и Sin)
- «Stomped Out» (Sebastian совместно с Attitude и Petey Pablo)
- «Rock 'n' Roll» (Sebastian совместно с Bubba Sparxxx и Timbaland)
- «Could You» (Sebastian совместно с Tweet)
- «Ready» (Sebastian совместно с Timbaland и Petey Pablo)
- «Beat Club (Part 2)» (Sebastian совместно с Timbaland, Bubba Sparxxx и Petey Pablo)

### 2005 год
- «Take it off» (Sebastian совместно с Timbaland)
- «Take it off (part 2)» (Sebastian совместно с Timbaland)

### 2007 год
- «Miscommunication» (Timbaland совместно с Keri Hilson и Sebastian)
- «Kill Yourself» (Timbaland совместно с Attitude и Sebastian)
- «The way I are (video version)» (Timbaland совместно с Keri Hilson, D.O.E. и Sebastian)
- «Number one fan» (Sebastian remix) (Дима Билан совместно с Sebastian)

### 2008 год
- «Dangerous» (M. Pokora совместно с Timbaland и Sebastian)
- «Body Talkin'» (Craig David совместно с Sebastian)

### 2009 год
- «Better Now» (Luigi Masi совместно с Sebastian)
- «Wobbley»
- «Retro»
- «Tomorrow In the Bottle»  (Timbaland совместно с Chad Kroeger и Sebastian)
- «Can you feel it» (Timbaland совместно с Esthero и Sebastian)

### 2010 год
- «Bottom of the Bottle»
- «Wobbley Remix»  (Sebastian совместно с Timbaland и NiRe' AllDai)

## Кредиты
- «Ching Ching» (Ms. Jade совместно с Nelly Furtado и Timbaland)
- «Insane» (Timbaland совместно с Magoo и Candice Nelson)
- «Kold Kutz» (Timbaland совместно с Magoo)
- «I got luv 4 ya» (Timbaland совместно с Magoo)